# Catène de Container

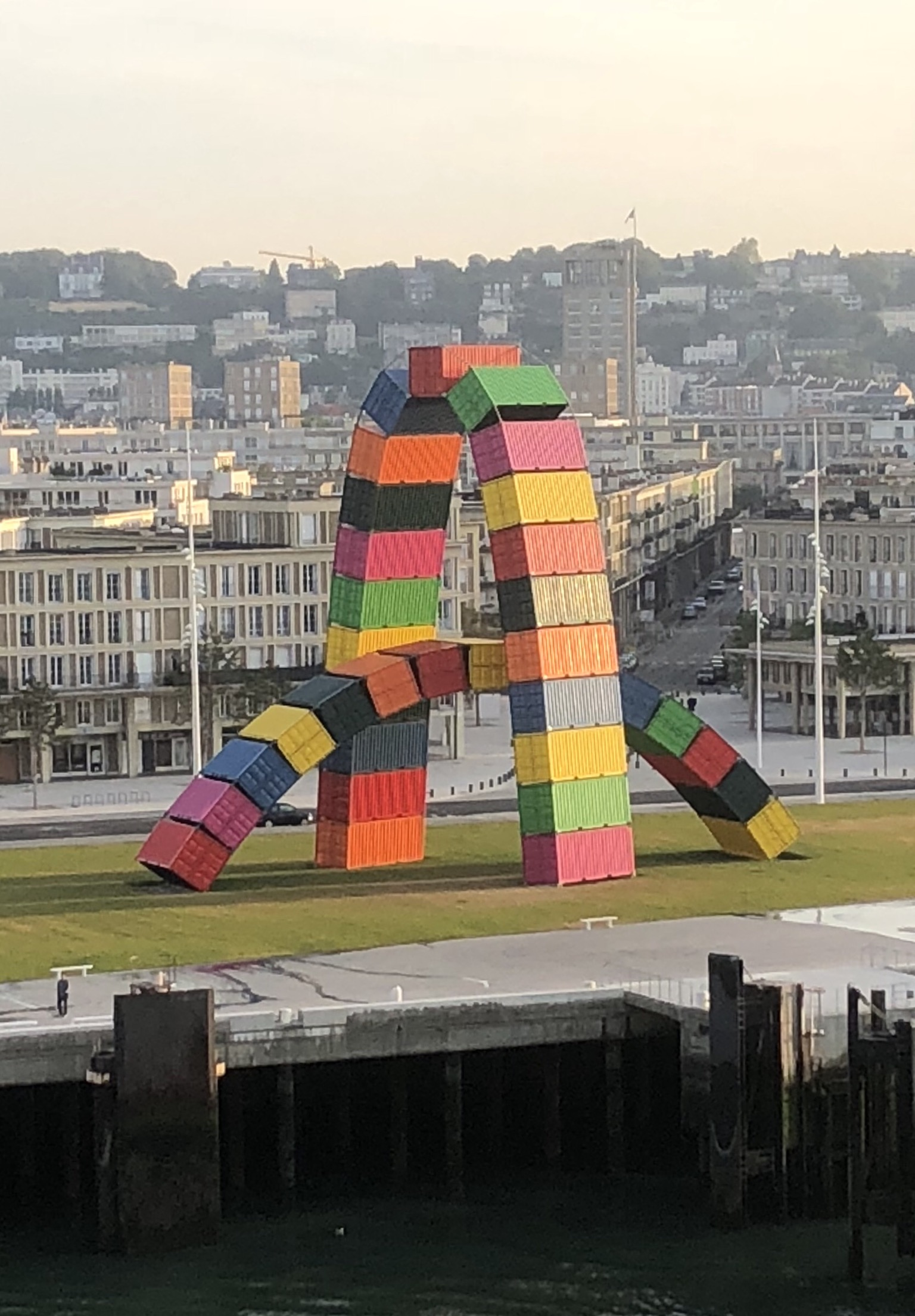
Catène de Container, 2019

Catène de Container ist eine Skulptur in Le Havre in Frankreich.
Die Skulptur befindet sich an markanter Stelle in der Nähe der Einfahrt zum Hafen von Le Havre. Sie wurde im Jahr 2017 von Vincent Ganivet anlässlich des 500. Hafengeburtstags geschaffen und besteht aus farbigen Schiffscontainern, die zu zwei Bögen angeordnet sind. Einer der Bögen, bestehend aus 21 Containern, ist hoch und steil und überbrückt dabei einen kleineren flachen aus 15 Containern zusammengesetzten Bogen. Die Form und Farbgebung der Container erweckt den Eindruck der Verwendung großer Bauklötze.
Insgesamt wiegt die Skulptur 288 Tonnen und erreicht eine Höhe von 28,5 Metern. Sie kommt ohne Stützen aus und nutzt das vom Architekten Antoni Gaudí verwendete Prinzip der Kettenlinie, wobei die Kräfte und Spannungen innerhalb einer Kette zur Stützung genutzt werden.
Der Name Catène de Container geht auf das lateinische Wort catēna für „Kette“ zurück und bedeutet im Deutschen so viel wie Containerkette. Es ist eine doppelte Anspielung zum einen auf das verwendete Bauprinzip der Kette und zum anderen auf die Lieferkette, in deren Reihe sich auch die Container und letztlich der Hafen befinden.
Die Einweihung erfolgte am 27. Mai 2017. Aufgrund der ungewöhnlichen Form, Größe und markanten Lage wurde die Skulptur in kurzer Zeit zu einem Wahrzeichen Le Havres.